# 市橋長勝
市橋 長勝（いちはし ながかつ）は、戦国時代から江戸時代前期にかけての武将、大名。美濃国今尾藩主、伯耆国矢橋藩主、越後国三条藩初代藩主。仁正寺藩市橋家初代。

## 生涯
弘治3年（1557年）、美濃国の豪族・市橋長利の長男として誕生。
はじめ織田信長に仕え、信長死後は豊臣秀吉に仕えた。九州征伐や小田原征伐に参戦。天正17年（1589年）には美濃国今尾１万石を与えられ、今尾藩を立藩している。また、文禄・慶長の役では肥前名護屋城に駐屯した。
慶長5年（1600年）の関ヶ原の戦いでは東軍に与して、西軍に属した丸毛兼利の福束城を落とす武功を挙げた。その功により、戦後1万石を加増されて2万石を領することになった。慶長14年（1609年）、中村一忠が嗣子なくして死去したために中村氏が改易されると、慶長15年（1610年）に伯耆矢橋へ移封され、2万3000石を領した。
慶長19年（1614年）からの大坂の陣でも功を挙げ、元和2年（1616年）に越後三条5万石へ加増移封された。同年の徳川家康が死去する直前には堀直寄や松倉重政らと共に枕元に呼ばれ、後事を託されている。
元和6年（1620年）に江戸で病死した。享年64。嗣子がなく改易の対象になりかけたが、家康からの信任が厚く、長勝が晩年に老中に何度も嘆願書を差し出していたことなどが功を奏して、甥で養子の長政が近江仁正寺に移されることで跡を継いだ。

## 人物・逸話
- 大坂の陣の際には天満川の深さを戦前に測量して家康に報告するなど世渡り上手であり、家康からの覚えがめでたく譜代同様に扱われたという。
- 『 老人雑話』で「放狂の者」と記されており、それを示す逸話も紹介されている。

## 系譜
父母
- 市橋長利（父）
- 前田氏（母）

正室
- 浅井政貞の娘

養子
- 市橋長政 ー 林右衛門左衛門の三男
- 武藤長吉 ー 長勝に養育され、のち市橋姓に改め、旗本